# 菊陽病院
菊陽病院（きくようびょういん）は、社会医療法人芳和会が熊本県菊池郡菊陽町に設置する精神科病院。

## 概要
精神科病床277床を備える大規模の精神科病院である。
- 精神科一般病棟・老人（54床）
- 精神科急性期治療病棟（55床）
- 精神科救急病棟（60床）
- 精神科一般病棟・開放（54床）
- 精神科一般病棟・閉鎖（54床）

全日本民主医療機関連合会（民医連）に加盟している。

## 診療科
（この節の出典）
- 内科
- 精神科
- 放射線科
- 歯科
- 漢方外来（月2回）[3]

## 医療機関の認定
（この節の出典）
- 保険医療機関
- 労災保険指定医療機関
- 指定自立支援医療機関（精神通院医療）
- 精神保健及び精神障害者福祉に関する法律に基づく指定病院又は応急入院指定病院
- 精神保健指定医の配置されている医療機関
- 生活保護法指定医療機関
- 結核指定医療機関
- 原子爆弾被害者一般疾病医療取扱医療機関
- 臨床研修病院
- 無料低額診療事業実施医療機関
- 難病の患者に対する医療等に関する法律（平成26年法律第50号）に基づく指定医療機関
- 熊本県依存症専門医療機関（アルコール・ギャンブル）、熊本県依存症治療拠点機関（アルコール・ギャンブル）に認定

## 所属医師
精神保健指定医6名、特定医師2名在籍。
- 藤野糺医師…水俣病、カネミ油症に尽力。2019年に第28回若月賞を受賞。

## 併設施設

### きくよう地域生活支援センター
（この節の出典）
地域で生活する障がい者・児、難病患者の日常生活への支援や相談への対応、地域住民の方々との交流活動などを行っている。
- 指定一般相談支援事業（県指定） - 一般相談支援事業（地域移行支援・地域定着支援）
  - 精神科病院からの長期入院患者等の地域移行を支援する（地域移行支援）
  - 常時連絡体制を確保し、緊急時の相談支援等を行う（地域定着支援）
- 委託相談支援（菊池圏域）
  - 来所相談、電話相談、訪問相談
- 指定特定相談支援事業および特定障害児相談支援事業
  - 計画相談支援・障害児相談支援 - 障害福祉サービスを受ける際にサービス等利用計画の作成を行う。
- 地域縁側事業 - 地域住民が支え合う拠点として登録している。
- 地域活動支援センター事業 - 日常生活に関する支援、生活習慣に関する支援、場の提供、普及啓発活動
- 就労支援活動
- 地域交流活動

## 交通アクセス
- JR豊肥本線「三里木駅」から徒歩15分[5]